# Маргарета фон Клеве (1375 – 1411)
Вижте пояснителната страница за други личности с името Маргарета фон Клеве.
Маргарета фон Клеве (на немски: Margarete von Kleve; * ок. 1375, † 14 май 1411) от Дом Ламарк, е графиня от Клеве и чрез женитба херцогиня на Щраубинг-Холандия.

## Биография
Тя е най-възрастната дъщеря на Адолф III фон Марк (1334 – 1394), граф на Клеве и Марк, и съпругата му Маргарета от Юлих († 1425), дъщеря на граф Герхард фон Юлих-Берг и Маргарета от Равенсберг.
Маргарета се омъжва на 19 или 30 март 1394 г. в Кьолн за Албрехт I (1336 – 1404), херцог на Щраубинг-Холандия от династията Вителсбахи, третият син на император Лудвиг IV Баварски. Тя е втората му съпруга. Двамата нямат деца. Албрехт умира през 1404 г. Маргарета живее още седем години след него.